# 尾幌駅
尾幌駅（おぼろえき）は、北海道厚岸郡厚岸町尾幌にある北海道旅客鉄道（JR北海道）根室本線（花咲線）の駅である。電報略号はオホ。事務管理コードは▲110441。

## 歴史

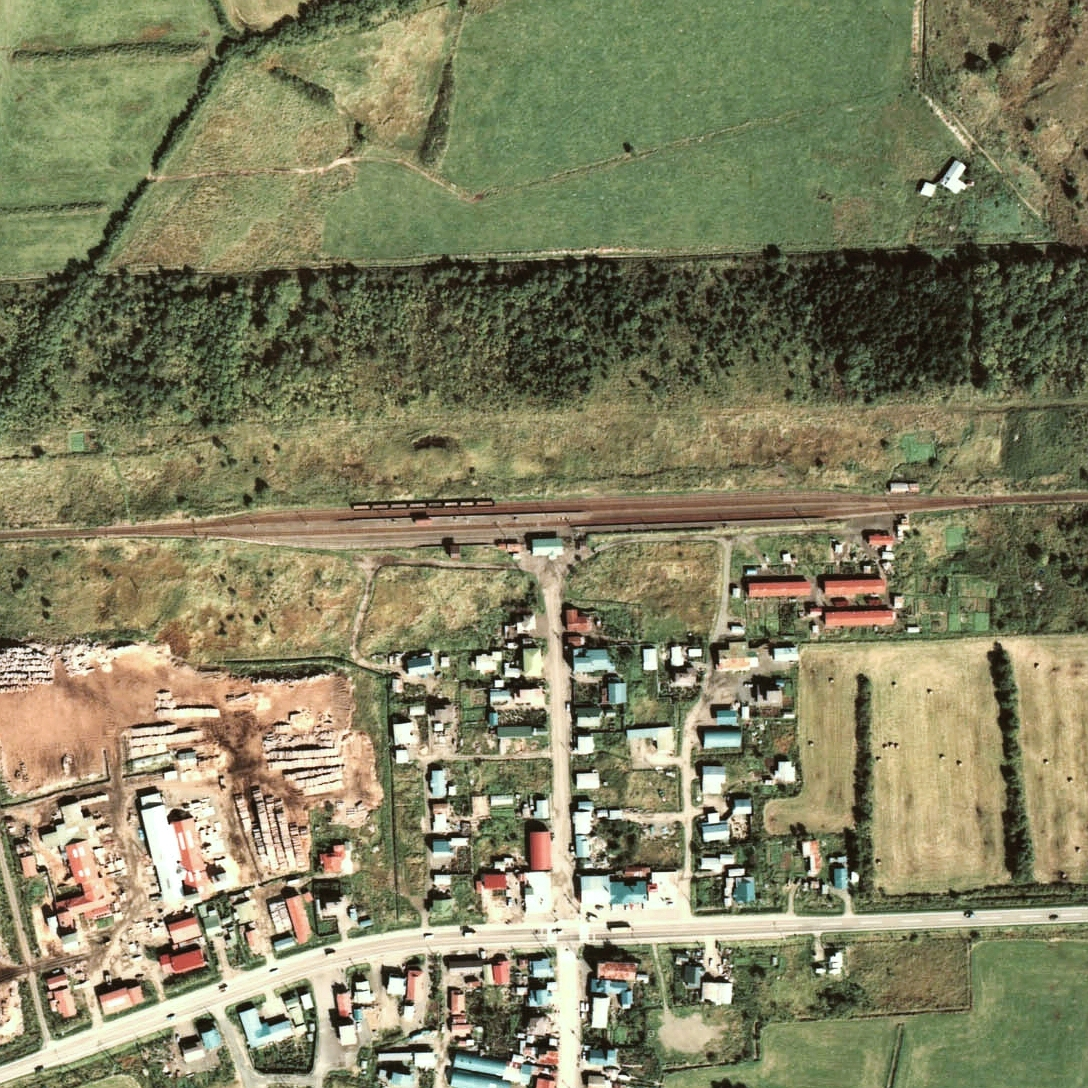
1977年の尾幌駅、周囲約500m範囲。右が根室方面。千鳥状にずれた形の単式ホーム2面2線、駅裏に貨物用の留置線を1本、駅舎横釧路側に貨物ホームと引込み線を有している。貨物取扱廃止後で駅裏のストックヤードは草生しているが、上尾幌駅と同じく周囲の山林から伐採された木材の搬出が盛んであった。駅の左下に見える木工場が、かつての活況を物語っている。

- 1917年（大正6年）12月1日：鉄道院釧路本線（→根室本線）釧路駅 - 浜厚岸駅間延伸に伴い開業（一般駅）[2][3]。
- 1948年（昭和23年）3月31日：電灯点灯開始（ランプから電灯に）[4]。
- 1953年（昭和28年）1月11日：駅舎改築[5]。
- 1971年（昭和46年）10月2日：貨物扱い廃止[5]。
- 1984年（昭和59年）
  - 2月1日：荷物扱い廃止[5]。
  - 3月1日：無人[5]（簡易委託）化。
- 1986年（昭和61年）
  - 10月13日：駅舎改築に伴い、既存駅舎の公開入札を実施[6][注釈 1]。
  - 月日不明：駅舎を貨車駅に改築[7]。
- 1987年（昭和62年）4月1日：国鉄分割民営化により、北海道旅客鉄道（JR北海道）の駅となる[8]。
- 199x年：簡易委託廃止、完全無人化。

### 駅名の由来
所在地名より。尾幌川のアイヌ語名「オポロペッ（o-poro-pet）」(川尻の・大なる・川）に由来する。

## 駅構造
単式ホーム1面1線のみの地上駅。車掌車改造の待合室がある。厚岸駅管理の無人駅。

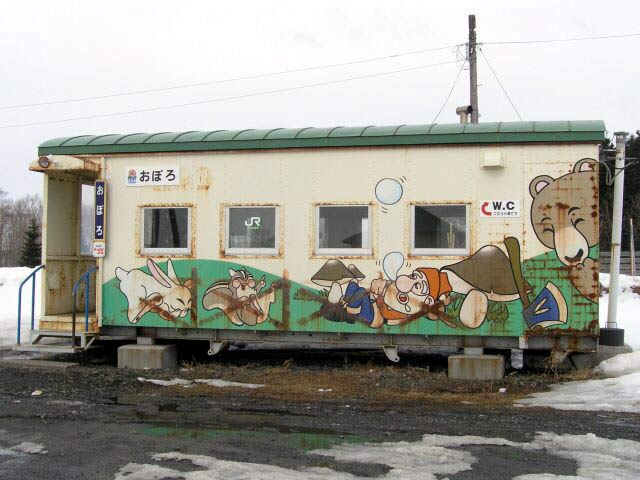
塗り替え前の駅舎（2004年2月）
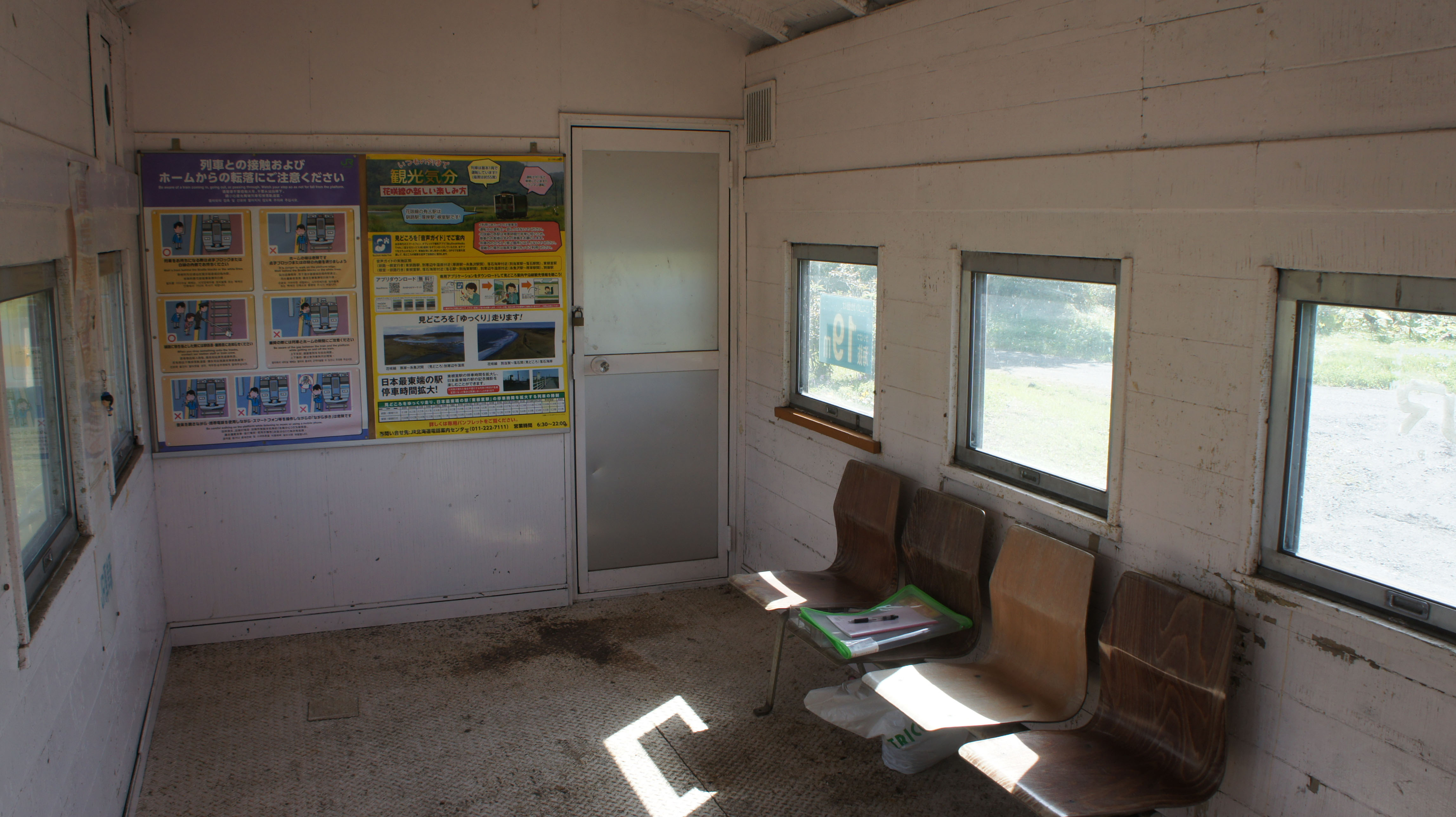
待合室（2018年9月）
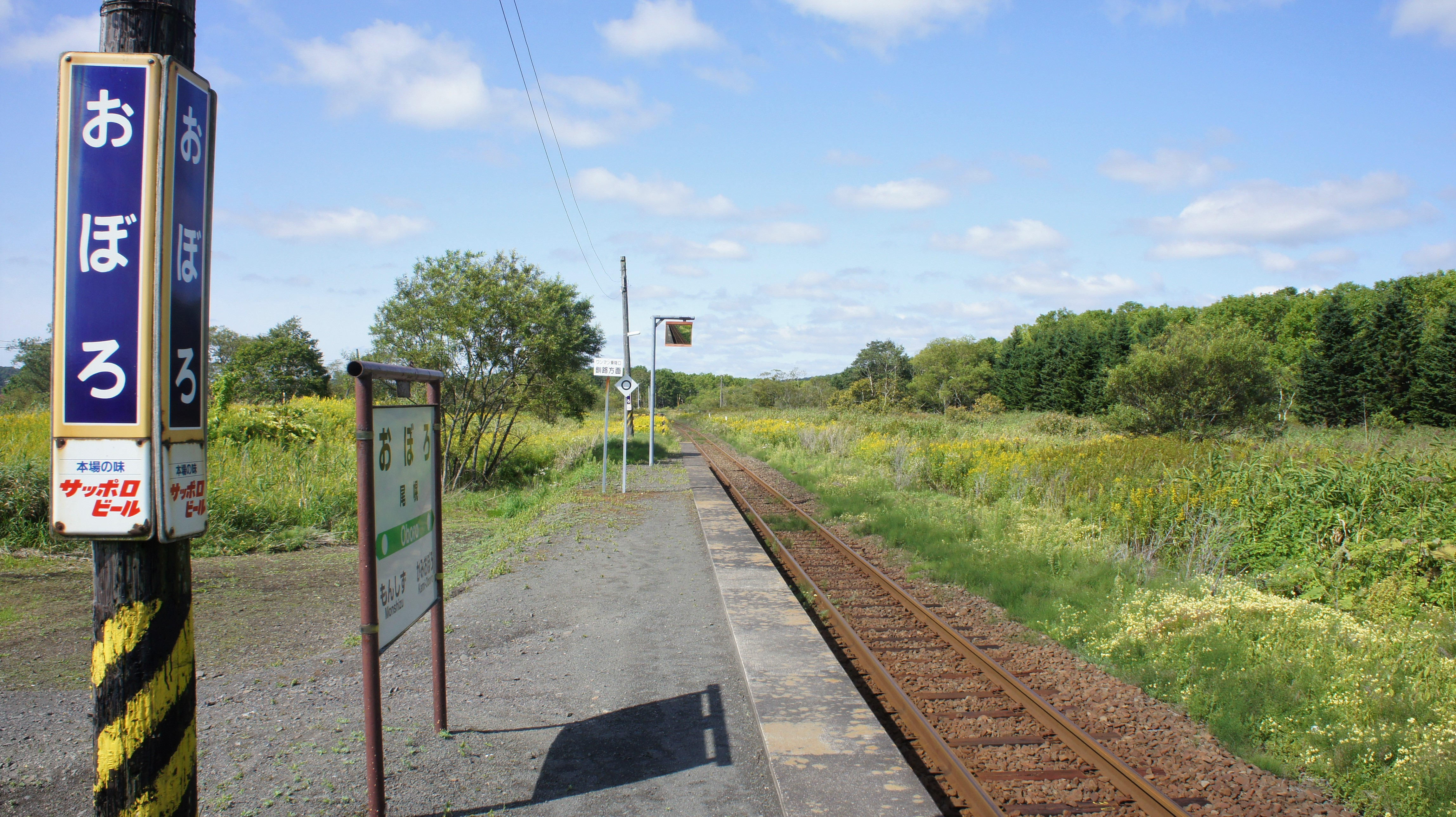
ホーム（2018年9月）

## 利用状況
乗車人員の推移は以下のとおり。年間の値のみ判明している年については、当該年度の日数で除した値を括弧書きで1日平均欄に示す。乗降人員のみが判明している場合は、1/2した値を括弧書きで記した。
また、「JR調査」については、当該の年度を最終年とする過去5年間の各調査日における平均である。
| 年度               | 乗車人員 | 乗車人員 | 乗車人員 | 出典       | 備考                |
| 年度               | 年間     | 1日平均  | JR調査   | 出典       | 備考                |
| ------------------ | -------- | -------- | -------- | ---------- | ------------------- |
| 1978年（昭和53年） |          | 98       |          | [ 10 ]     |                     |
| 1992年（平成04年） |          | (26.0)   |          | [ 11 ]     | 1日平均乗降客数52人 |
| 2016年（平成28年） |          |          | 11.0     | [ JR北 1 ] |                     |
| 2017年（平成29年） |          |          | 11.0     | [ JR北 2 ] |                     |
| 2018年（平成30年） |          |          | 9.2      | [ JR北 3 ] |                     |
| 2019年（令和元年） |          |          | 7.4      | [ JR北 4 ] |                     |
| 2020年（令和02年） |          |          | 5.6      | [ JR北 5 ] |                     |
| 2021年（令和03年） |          |          | 4.2      | [ JR北 6 ] |                     |
| 2022年（令和04年） |          |          | 3.0      | [ JR北 7 ] |                     |

## 駅周辺
駅前は、車が何台か止められるほどの広さがある。国道からは奥まったところにある。尾幌の集落がある。
- 国道44号
- 厚岸警察署尾幌駐在所
- 尾幌郵便局
- 釧路太田農業協同組合（JA釧路太田）尾幌支所
- くしろバス「尾幌駅」停留所[12]

## 隣の駅
北海道旅客鉄道（JR北海道）
根室本線（花咲線）
上尾幌駅 - 尾幌駅 - 門静駅